# Загальне відчуття сорому
«Загальне відчуття сорому» («Il comune senso del pudore») — італійська еротична комедія 1976 року у чотирьох новелах, знята режисером Альберто Сорді.

## Сюжет
Фільм складається з чотирьох новел, об'єднаних спільною темою — сексуальна революція і «вільне кохання» в сучасному світі.
Герой першої новели — Джачінто Колонна, щоб зробити подарунок дружині Ермінії, з якою живе у шлюбі 25 років, запрошує її в кіно, в якому вони не були чотири роки. Вони обходять кілька кінотеатрів, але в усіх демонструються тільки еротичні фільми.
Герой другої новели — молодий літератор Оттавіо Карамесса приносить до журналу «Свобода» свої рукописи. Там не тільки погоджуються надрукувати його твори, а й радо приймають його на посаду редактора журналу, бо останнім часом уже трьох редакторів було заарештовано за розповсюдження порнографії.
У третій новелі Арміда Балларін, дружина судді, скуповує цілу купу еротичних журналів, за заборону яких бореться її чоловік. Вона відкриває для себе незнайомий їй світ, і це допомагає їй налагодити стосунки з чоловіком.
Герой четвертої новели — продюсер Джузеппе Костанцо знімає еротичний фільм із голлівудською зіркою Інгрід Страйсберг. Але несподівано Інгрід відмовляється зніматися в деяких сценах, які, на її думку, ображають її, і зриває зйомки.

## У ролях
- Альберто Сорді: Джачінто Колонна
- Россана Ді Лоренцо: Ермінія Колонна
- Енріко Марчіані: кінорежисер Джоллі
- Маша Магаль: графиня з «Кавалькади»
- Франка Сканьєтті: офіціантка в тратторії
- Кокі Понцоні: професор Оттавіо Карамесса
- Флорінда Болкан: Лоредана Даволі
- Гізела Хан: Урсула Келлер
- Сільвія Діонісіо: Оркідея
- Джот Стаджано: фешн-фотограф
- Піно Коліцці: претор Тіціано Балларін
- Клаудія Кардінале: Арміда Балларін
- Філіпп Нуаре: Джузеппе Костанцо
- Ренцо Маріньяно: режисер фільму
- Джакомо Фурія: продюсер фільму
- Даґмар Лассандер: Інгрід Штрайсберг
- Уґо Ґреґоретті: перший критик
- Джуліо Чезаре Кастелло: другий критик
- Маріна Чіконья консультант
- Міно Долетті: психолог
- Хорст Вайнерт: менеджер готелю
- Манфред Фрайбергер: чоловік Інгрід
- Армандо Бранча: Майнарді, дистриб'ютор фільму
- Девід Ворбек: Меллор
- Джиммі іл Феномено: епізод
- Джанні Багіно: статист

## Знімальна група
- Режисер: Альберто Сорді
- Сценарій: Родольфо Сонего, Альберто Сорді
- Продюсер: Фаусто Сарачені
- Оператор: Луїджі Кувейлер, Джузеппе Руццоліні
- Композитор: П'єро Піччоні
- Художник: Франческо Бронці, П'єро Полєтто, Лучано Пуччіні
- Монтаж: Татяна Казіні Морігі
- Костюми: Бруна Пармезан